# 垣見一直
垣見 一直（かきみ かずなお）は、戦国時代から安土桃山時代にかけての武将、大名。豊後国富来城主。通称は弥五郎、和泉守。諱は家純とも家紀ともいい、氏を筧氏を称するものもある。

## 生涯
豊臣秀吉に仕え、金切裂指物使番を務めた。
天正12年(1584年)、小牧・長久手の戦いでは、大垣城普請を検知した。
天正18年（1590年）の小田原征伐に従軍し、7月の奥州仕置では秀吉が会津に赴いた際の道路奉行を務めた。
文禄元年（1592年）からの文禄・慶長の役では、11月に慰問使として渡海。
文禄2年（1593年）正月の小西行長の平壌撤退後、李如松の明軍を碧蹄館の戦いで撃退したが、2月20日に龍山倉の糧米を焼かれて兵糧不足に陥ったことにより、同日上使の熊谷直盛と一直が京城（漢城）に到着したので、在陣中の15名の大名を集めて27日に軍議を開催して、京城から撤退することを秀吉に進言することを決定した。3月に鍋島直茂と加藤清正が京城に戻ってきたので再度協議したが同様の結果だったので、直盛と一直はこの決定を記した全員の連判状をもって4月頃に名護屋城に戻って秀吉に復命した。
先の平壌城の戦いでの失態により大友義統が同年5月に改易されると、閏9月に一直は豊後海部郡2万8千石の太閤蔵入地の代官となった。秀吉は山口玄蕃に命じて旧大友領に太閤検地を行わせ、文禄3年（1594年）2月頃、一直は豊後国東郡富来に2万石を与えられて大名となった。
慶長2年（1597年）、秀吉の意を受けた先手目付6人として二度目の渡海をした。同年10月から12月まで、垣見一直・島津忠豊（豊久）・長宗我部盛親・相良頼房・伊東祐兵・秋月種長・高橋元種・毛利吉成（勝信）・中川秀成ら諸将を奉行として泗川倭城（泗川新城）を築城した。
『元親記』にはこのときの逸話がある。築城工事の時、一直は鉄砲狭間をもっと上に構築するようにと人足に指導していたが、それを見た長宗我部元親はそれでは高すぎると指摘すると、一直は「この高さでなければ敵兵に城内を覗き込まれる」と反論した。すると元親は「城内を覗き込まれるほど敵に接近されたのなら、それはこの城が落ちるときだけ。貴殿はその高さの鉄砲狭間で敵兵の頭上でも撃つつもりか」と笑い返した。元親は律儀第一の人で、上使や目付であっても思ったことを言ったので、一直との仲は益々悪くなって挨拶もしなくなった。
『元親紀』は、寛永8年（1631年）の元親33回忌の霊前供養用に、後年に編纂されたものであるため、上記の逸話についてはその信憑性が疑われていた。平成30年（2018年）度に大阪城天守閣へ収蔵された書状によって、朝鮮から帰国した元親が一直に対して、「恐惶謹言」という敬意を払った書留文言を使用していることから、明確に否定された。
前年12月から慶長3年（1598年）に起きた第一次蔚山の戦いでは、籠城して苦戦した加藤清正を救援した武将達が協議して、戦闘後に戦線縮小論を秀吉に上申したが、逆にこれが叱責を受け、武将では黒田長政、蜂須賀家政、軍目付では早川長政、竹中隆重（重利）、毛利高政らが不興を買った。その一方で、秀吉の指示に忠実に従うように主張した軍目付の一直、福原長堯、熊谷直盛らは賞賛されたが、これが武断派諸将にとっては誣告を受けたような恰好になったので、後の感情的な対立に繋がった。
同年8月9日、大坂城作事奉行として垣見一直・早川長政・毛利高政・竹中重利・宮城豊盛が任命されて修築にあたった。同月18日に秀吉が亡くなると、一直は、遺物として助真（脇差）と金子二枚を賜った。
慶長4年（1599年）5月、五大老は（秀吉生前に行われた）五奉行筆頭の石田三成の裁定を覆し、朝鮮出兵中の私曲を理由に福原長堯・熊谷直盛・垣見一直・太田一吉を改易・蟄居処分とした。ただし実際には福原以外は失領しておらず、一直も城を保持した。
慶長5年（1600年）、関ヶ原の戦いでは西軍に与して、8月5日、熊谷直盛・相良頼房・秋月種長・高橋元種らと近江瀬田橋を警護。8月25日、石田三成の指示で大垣城に移動。その後、西軍主力も大垣城に集結したが、9月14日、西軍は福原長堯を留守居の大将とし、熊谷直盛、一直、木村由信・木村豊統父子、相良頼房、秋月種長・高橋元種兄弟ら諸将と7,500の兵を残して全軍で関ヶ原に向かった。対して東軍は、曽根城に水野勝成と西尾光教を、長松城に一柳直盛を置いていたが、同日さらに松下重綱を曽根に加え、赤坂の守備に堀尾忠氏、中村一栄を留め、曽根と赤坂の間に松平康長と津軽為信を配置して道路を封鎖させた。15日早暁、水野が楽田の柵を乗越えて大垣城に迫り、伝馬町口から攻撃を開始した。西尾は大垣城に真先に乗り込み東大手門に迫ったが、撃退されたため、城下町に放火して撤退したが、途中でこの日に行なわれた関ヶ原本戦で東軍の勝利を知った。16日、水野はすでに東軍に内通していた秋月種長の家老に書を送って内応を促すと、種長は（同じ三の丸にいる）弟元種や相良頼房を誘って内応を約束した。17日早朝、相良頼房の家老犬童頼兄は策を弄して熊谷直盛と垣見一直を殺し、さらに（二の丸の）木村親子もおびき寄せて誘殺した。内応した諸将が東軍を招き入れたので、水野勝成と松平康長の軍勢が本丸に籠もる福原長堯を攻撃したが激しく抵抗されて撤退。福原は22日に和議を受け入れて降伏したが、欺かれて自害した。
9月18日、国元の富来城の留守居だった兄直信は黒田如水の家老の説得により降伏して開城し、剃髪して理入と号した。後に百人扶持で黒田長政の家臣となった。